# Beatriu de Navarra
 Beatriu de Navarra  o  Beatriu d'Evreux  (c. 1392 - Olite, 14 de desembre de 1407) noble navarresa, filla de Carles III el Noble, rei de Navarra i de la infanta castellana Leonor de Trastámara.
El 1406 va contreure matrimoni, a la catedral de Pamplona, amb Jaume II de La Marche. D'aquest matrimoni va néixer:
- Leonor  (Burlada, 7 de setembre de 1407 -?, 1464), casada amb Bernat d'Armanyac.

Beatriu va morir al Palau Reial d'Olite (Navarra) el 14 de desembre de 1407.